# Synechogobius ommaturus
Synechogobius ommaturus es una especie de peces de la familia de los Gobiidae en el orden de los Perciformes.

## Morfología
Los machos pueden llegar a alcanzar los 8,8 cm de longitud total.

## Hábitat
Es un pez de Agua dulce, de clima subtropical y demersal.

## Distribución geográfica
Se encuentran en Asia: la China.

## Observaciones
Es inofensivo para los humanos. 